# Crematogaster grevei
Crematogaster grevei is een mierensoort uit de onderfamilie van de Myrmicinae. De wetenschappelijke naam van de soort is voor het eerst geldig gepubliceerd in 1891 door Forel.